# Kalabhra

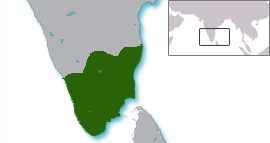
Possibile estensione del dominio dei Kalabhra intorno al 400 d.C.

I Kalabhra furono una dinastia che governò il Tamil nell'India meridionale tra il III e VI secolo d.C. 

## Storia
Sconfissero e scalzarono le precedenti dinastie Chola, Pandya e Chera che dominarono precedentemente questa parte del subcontinente indiano. Vi sono poche informazioni sulla loro origine e dettagli sul loro regno. Essi non lasciarono alcun monumento giunto fino a noi. Le uniche fonti di informazioni sono i testi buddhisti e giainisti. Vennero soppiantati nel corso del VII secolo dal ritorno al potere dei Pallava e dei Pandya.
Autori Indù del VII e VIII secolo, con i Pandya e i Pallava al potere, scrissero molto poco relativamente ai Kalabhra nei loro testi. Per questo il periodo del loro regno è noto come Epoca Buia (probabilmente una sorta di interregno).